# ميجا مان زي إكس
ميغامان زي إكس (بالإنجليزية: MegaMan ZX)‏، المعروفة في اليابان باسم: روكمان زي إكس، عبارة عن لعبة فيديو مطورة من طرف إينتي كرييتس (Inti Creates) ومنشورة من طرف كابكوم على النينتندو دي أس، منصة ألعاب فيديو محمولة يدويا. هي أول لعبة في السلسلة السادسة من السلسلة الرئيسية ميغامان. اللعبة تتوفر على بطلين: فتاة وفتى ولأول مرة في سلسلة ألعاب الفيديو ميغامان. اللعبة الثانية في السلسلة، معنونة ميغامان زي إكس أدفنت، تم إصدارها سنة 2007.

## القصة
بعد قرنين من أحداث السلسلة ميغامان زيرو ، في العام 25XX، البشر والريبلويد الآن يتعايشون بسلام. هذا السلام نتيجة للجهود الجبارة لشركة سليذر. رغم ذلك، الميفريكس يخربون المناطق الحدودية. من أجل الدفاع عن هذه المناطق، تم إنشاء منظمة الحراس. دائمي التحرك، يفتشون عن أسباب هجومات الميفريكس.
قبل عشر سنوات من أحداث القصة، البطل (الفتى فنت (بالإنجليزية: Vent)‏، أو الفتاة إيل (بالإنجليزية: Aile)‏، حسب جنس اللاعب) يخسر أمه في هجوم للميفريكس، ويعتني به جيرو، مالك لخدمة توصيل للطرود. هذا الأخير تلقى طلبا لتوصيل طرد مهم، بينما كان جيرو وفنت/إيل يتحدثان، يهاجمان من طرف الميفريكس، ويسقط البطل من على التلة.
بعد استيقاظه، يلتقي اللاعب بقائدة الحراس، بريري (بالإنجليزية: Prairie)‏، ويهاجمان من طرف ثعبان آلي عملاق. يكتشف اللاعب بأن الطرد هو ما يسمى النموذج إكس (بالإنجليزية: Model X)‏ وهو عبارة عن بايومتال (أي «المعدن الحي»).و هو «جهاز» يسمح لمستخدمه بالتحول إلى ميغامان النموذج إكس. يستطيع البطل تدمير الثعبان، ولكن جيرو إختفى.
يلتقي اللاعب بجيرو، اللذي يكون متحولا بمساعدة نموذج آخر، النموذج زي (بالإنجليزية: Model Z)‏ ويبين له أنه أحد المختارين.
بعد وصول الثنائي إلى طائرة الحراس، يبدأ هجوم للميفريكس على «المنطقة د». فنت/إيل يذهبان إلى هناك بمساعدة جيرو. بعد تجاوز اللاعب للميفريكس، يلتقي بمدير شركة سليذر، سيربنت (بالإنجليزية: Serpent)‏. وجيرو، مستلقيا على الأرض، منهزما. سيربنت يتحكم بجيرو، ويهاجم اللاعب.
بعد القتال، يعود سيربنت ويسقط اللاعب أرضا. جيرو يضحي بنفسه من أجل مساعدة اللاعب، اللذي يحاصر من طرف الميفريكس. باستعمال النموذجين إكس وزي معا، يتحول اللاعب إلى النموذج زي إكس (بالإنجليزية: Model ZX)‏ ويستطيع الهرب.
لإيقاف خطة سيربنت، يجمع البطل 6 من البايومتال، ويتحدى سيربنت في قتال، هذا الأخير ينهزم. وتنتهي اللعبة بالتقاء فنت/إيل مع الحراس.

## طريقة اللعب
اللعبة تحتوي على عناصر لعب من السلسلتين ميغامان إكس وميغامان زيرو. يتواجد اللاعب في خارطة ثنائية الأبعاد مع نقوش متحركة حيث يهزم الأعداء ويكمل مهمته. عندما يحصل اللاعب على البايومتال، يستطيع التحول، ويمتلك عدة مهارات؛ كالقدرة على إضافة عنصر إلى الهجمة. مثلا النموذج إتش إكس (بالإنجليزية: Model HX)‏ يستطيع إضافة عنصر الكهرباء إلى هجماته.
من أجل التقدم في القصة، يختار اللاعب مهمة، في نهاية كل منها يوجد «قائد»، أقوى من الأعداء اللذي يتم تدميرهم في المستوى.

### التحولات
- النموذج إكس: وهو أول نموذج يحصل عليه البطل في اللعبة. سلاحه الوحيد هو الإكس باستر (بالإنجليزية: X-Buster)‏.
- النموذج زي إكس: يحصل عليه بعد دمج النموذج إكس والنموذج زي معا. يتوفر على مسدس الزي إكس باستر وسيف الزي إكس سيبر.
- النموذج اتش إكس: يتوفر على عنصر الكهرباء. أسلحته عبارة عن سيفين، على شاشة اللمس تظهر بيانات على العدو، كنقاط حياته.
- النموذج إف إكس: يتوفر على عنصر النار. يمتلك مسدسين عملاقين، يمكن تغيير وجهة الطلقات بشاشة اللمس.
- النموذج إل إكس: يتوفر على عنصر الجليد. سلاحه رمح، يستطيع السباحة والغوص، كما أنه الأسرع في الماء، تظهر شاشة اللمس خريطة للمكان اللذي يتواجد فيه اللاعب مع إظهار أماكن الأشياء المهمة.
- النموذج بي إكس: يتوفر على عنصر الظلام. يطلق عدة سكاكين كوناي، وشوريكن (أسلحة النينجا)، تظهر شاشة اللمس رادار يبين أماكن مخفية ومواقع الأعداء.
- النموذج أو إكس: يعتبر أقوى نموذج في اللعبة، يستطيع الهجوم بكل العناصر، هو شبيه للنموذج زي إكس.

## التطوير
أخبار حول إصدار لعبة ميغامان جديدة على النينتندو دي أس ظهرت على غايمسبوت في يناير 2006 في نفس اليوم اللذي أطلقت فيه كابكوم موقعا تلويحيا. كابكوم وعدت بأن اللعبة ستكون ثنائية الأبعاد مع استطاعة الاختيار بين شخصيتين: فنت، أو إيل.
نسخة تجريبية من اللعبة ظهرت في معرض الترفيه الإلكتروني (E3) سنة 2006. بينت مرحلتين من القصة، «المنطقة إي» (Area E) و«المنطقة إتش» (Area H). قيل على طريقة التحكم أنها «بسيطة كفاية، وتعتبر تحديا كذلك»، ولكن المراجعون رأوا فعلا بعض التبطيء.

## الإستقبال
| استقبال |        |
| --- | ------ |
| مجموع النقاط المجموع نقاط ميتاكريتيك 76/100 [ 15 ] نتائج المراجعة نشرة نقاط فاميتسو 31/40 [ 16 ] غيم سبوت 7.7/10 [ 17 ] غيم سباي 7.3/10 [ 18 ] آي جي إن 8.2/10 [ 19 ] نينتندو باور 8.5/10 [ 20 ] مجلة بلاي 9/10 [ 21 ] إكس-بلاي [ 22 ] |        |
| مجموع النقاط |        |
| المجموع | نقاط   |
| ميتاكريتيك | 76/100 |
| نتائج المراجعة |        |
| نشرة | نقاط   |
| فاميتسو | 31/40  |
| غيم سبوت | 7.7/10 |
| غيم سباي | 7.3/10 |
| آي جي إن | 8.2/10 |
| نينتندو باور | 8.5/10 |
| مجلة بلاي | 9/10   |
| إكس-بلاي | [ 22 ] |

ميغامان زي إكس حصلت على آراء إيجابية من معظم المصادر، حيث حصلت على 76/100 من طرف ميتاكريتيك. مثل ميغامان زيرو، تمت مقارنة ميغامان زي إكس بالسلسلة الأصلية ميغامان. مستواها العالي من الصعوبة كان محط إعجاب الكثيرين، وانتقد من البعض.أعجب اللاعبون بأسلوب اللعب وتصميم المراحل. لكن انتقدت الخريطة ومستوى الصعوبة.
ميغامان زي إكس كانت سادس أحسن المبيعات في اليابان خلال أسبوع بعد الإصدار مع 33,652 نسخة مبيعة. تم بيع 94,341 في المنطقة في نهاية 2006. الجزء الثاني من اللعية، تحت عنوان ميغامان زي إكس أدفنت، أعلن عن إصداره في السنة الموالية.